# Władimir Granat
Władimir Wasilijewicz Granat (ros. Владимир Васильевич Гранат, ur. 22 maja 1987 w Ułan Ude) – rosyjski piłkarz grający na pozycji lewego obrońcy.

## Kariera klubowa
Karierę piłkarską Granat rozpoczął w klubie Lokomotiw Ułan-Ude. Następnie był zawodnikiem juniorów Zwiezdy Irkuck, a w 2004 roku zadebiutował w jej barwach w Drugiej Dywizji. W barwach Zwiedzy rozegrał przez rok 5 spotkań.
W 2005 roku Granat odszedł ze Zwiezdy do Dynama Moskwa. W 2005 roku zaczął grać w rezerwach tego klubu, a w 2006 roku został wypożyczony do Sibiru Nowosybirsk z Pierwszej Dywizji. W 2007 roku wrócił do Dinama. 18 marca 2007 zadebiutował w Priemjer-Lidze w zremisowanych 1:1 derbach Moskwy z CSKA Moskwa. Po debiucie stał się podstawowym zawodnikiem Dinama. 17 lipca 2010 w spotkaniu z FK Rostów (3:2) strzelił swojego pierwszego gola w rosyjskiej lidze. W 2015 roku został wypożyczony do FK Rostów, ale nie zadebiutował w nim.
Latem 2015 Granat przeszedł do Spartaka Moskwa. Zadebiutował w nim 3 sierpnia 2015 w zwycięskim 1:0 domowym meczu z Rubinem Kazań. W 2016 wrócił do Rostowa. W latach 2017–2020 grał w Rubinie, a w 2021 w klubie Olimp Dołgoprudnyj, w którym zakończył karierę.
| Sezon   | Klub               | Kraj  | Rozgrywki        | Mecze | Bramki |
| ------- | ------------------ | ----- | ---------------- | ----- | ------ |
| 2004    | Zwiezda Irkuck     | Rosja | Wtoroj Diwizion  | 5     | 0      |
| 2005    | Dinamo-2 Moskwa    | Rosja | IV. liga         | 27    | 1      |
| 2006    | Dinamo-2 Moskwa    | Rosja | IV. liga         | 17    | 1      |
| 2006    | Sibir Nowosybirsk  | Rosja | Pierwyj Diwizion | 7     | 0      |
| 2007    | Dinamo Moskwa      | Rosja | Priemjer-Liga    | 27    | 0      |
| 2008    | Dinamo Moskwa      | Rosja | Priemjer-Liga    | 11    | 0      |
| 2009    | Dinamo Moskwa      | Rosja | Priemjer-Liga    | 28    | 0      |
| 2010    | Dinamo Moskwa      | Rosja | Priemjer-Liga    | 22    | 1      |
| 2011/12 | Dinamo Moskwa      | Rosja | Priemjer-Liga    | 39    | 0      |
| 2012/13 | Dinamo Moskwa      | Rosja | Priemjer-Liga    | 25    | 1      |
| 2013/14 | Dinamo Moskwa      | Rosja | Priemjer-Liga    | 29    | 2      |
| 2014/15 | Dinamo Moskwa      | Rosja | Priemjer-Liga    | 9     | 0      |
| 2014/15 | FK Rostów          | Rosja | Priemjer-Liga    | 0     | 0      |
| 2015/16 | Spartak Moskwa     | Rosja | Priemjer-Liga    | 14    | 0      |
| 2015/16 | Spartak-2 Moskwa   | Rosja | Pierwyj diwizion | 9     | 1      |
| 2016/17 | FK Rostów          | Rosja | Priemjer-Liga    | 12    | 0      |
| 2017/18 | Rubin Kazań        | Rosja | Priemjer-Liga    | 27    | 0      |
| 2018/19 | Rubin Kazań        | Rosja | Priemjer-Liga    | 14    | 0      |
| 2019/20 | Rubin Kazań        | Rosja | Priemjer-Liga    | 0     | 0      |
| 2020/21 | Olimp Dołgoprudnyj | Rosja | Wtoroj diwizion  | 7     | 0      |

## Kariera reprezentacyjna
W 2012 roku Granat został powołany do kadry na Mistrzostwa Europy 2012, jednak nie zagrał na nich w żadnym meczu. W reprezentacji Rosji zadebiutował 6 września 2013 w wygranym 4:1 meczu eliminacji do MŚ 2014 z Luksemburgiem. W 2014 roku powołano go do kadry na te mistrzostwa. Był także w kadrze Rosji na MŚ 2014 i MŚ 2018, W kadrze narodowej rozegrał 13 meczów i strzelił 1 gola.